# 허태열
허태열(許泰烈, 1945년 7월 25일 ~ )은 대한민국의 정치인이다. 제16대 ~ 제18대 국회의원을 역임하고, 박근혜 정부에서 초대 대통령비서실장을 지냈다.

## 생애
1945년 경상남도 고성군에서 태어났다.
1964년 부산고등학교를 졸업하고, 1967년 제2국민역으로 군역 면제를 받았다.
1970년 성균관대학교 재학 중 제8회 행정고시에 합격하였다. 1985년 의정부시장을 역임하고, 1994년 제28대 충청북도지사를 지냈다.
2000년 4월 13일 대한민국 제16대 국회의원 선거에서 부산광역시 북구•강서구 을에서 노무현을 누르고 당선되었다.
2008년 4월 9일 대한민국 제18대 국회의원 선거에서 당선되어 3선을 연임하는데 성공하였으며, 7월 15일 한나라당 제10차 전당대회에서는 정몽준, 공성진, 박순자 의원과 함께 최고 위원으로 선출되었다.
대마도 영유권 문제를 위해 2010년 9월 28일 안홍준(한나라당)·백재현(민주당)·김용구(자유선진당) 의원 등 여야 의원 37명과 함께 국회에서 《대마도포럼》 창립총회를 개최하고 정식 정책연구조직으로 국회에 등록했다.
2012년 조선비즈 경제분야 의원평가에서 워스트 2위로 조사되었다. 2012년 총선 때 공천에서 탈락해 출마하지 못했다.
종교는 개신교이며, 취미는 골프와 바둑, 등산이다. 자녀는 딸만 둘이 있다.

## 학력
- 1964년: 부산고등학교 졸업
- 1971년: 성균관대학교 법률학 학사
- 1980년: 위스콘신대학교매디슨교경영대학원 공공정책학 석사
- 1988년: 국방대학원
- 1999년: 건국대학교 대학원 행정학 박사

## 경력
- 대한민국헌정회 고문
- 2021년 8월 ~ 2021년 9월: 최재형 열린캠프 고문
- 2013년 3월 23일 ~ 2013년 8월 5일: 대한민국 대통령비서실 대통령비서실장
- 2013년 2월 25일 ~ 2013년 3월 22일: 대한민국 대통령실 대통령실장
- 2010년 6월 7일: 제18대 국회 후반기 대한민국 국회 정무위원회 위원장
- 2009년 3월: 제18대 국회 지방행정체제개편특별위원회 위원
- 2008년 11월 8일: 한일의원연맹 부회장
- 2008년 10월: 제18대 국회 국제경기대회지원특별위원회위원회 위원
- 2008년 8월: 제18대 국회 전반기 정무위원회 위원
- 2008년 7월 15일: 한나라당 최고위원
- 2006년 6월: 제17대 국회 과학기술정보통신위원회 위원
- 2006년 2월: 한나라당 사무총장
- 2000년 5월 30일 ~ 2012년 5월 29일: 제16대 ~ 제18대 국회의원 (부산 북구·강서구 을)
- 1997년 1월 ~ 1998년: 한국산업단지공단 이사장
- 1996년 ~ 1997년: 인하대학교 행정학과 겸임교수
- 1995년: 신한국당 국책자문위원
- 1994년 9월 ~ 1995년 6월: 충청북도 도지사
- 1989년 9월 ~ 1990년 1월: 경기도 부천시장
- 1985년 ~ 1986년: 경기도 의정부시장
- 내무부 지방자치기획단장
- 내무부 기방행정국장
- 1970년: 제8회 행정고등고시 합격

## 논란
- 2002년 12월 1일 허태열은 부산 유세에서 “민주당은 노 후보(노무현 후보) 하나만 경상도고, 나머지는 다 전라도다”라는 농담을 하여 지역감정을 자극했다.[7]
- 2008년 8월 14일부터 광복절을 전후하여 김태환 의원과 함께 일본 오사카로 출국하여 골프를 쳐서 물의를 빚었다.[8]
- 2009년 7월 15일 오후 부산광역시 해운대 아르피나에서 열린 한나라당 부산시당 국정보고 대회에서 "민주당은 빨갱이 꼭두각시"라고 비난했다. 그는 "우리가 싸워나가야 할 일은 좌파들의 끈질긴 저항"이라며 "요즘은 좌파라고 하지만 좌파는 곧 빨갱이"라고 말했다. "좌파는 80%의 섭섭한 사람을 이용해 끊임없이 세력을 만들고, 이명박 대통령을 흔든다"면서 "거기에 꼭두각시 노릇을 하는 게 민주당"이라고 주장했다.[9]
- 2010년 11월 3일 오전 정희수 한나라당 의원이 주최한 《경제정책포럼》 조찬 세미나에 참석해 관광산업 육성을 강조하면서 "'섹스 프리'하고 '카지노 프리'한 금기 없는 특수지역을 만들어야 한다"고 말했다. 또 "의료까지 곁들여 그 안에서 뭐든지 할 수 있는 획기적인 관광지 조성이 꼭 필요하다"고 강조했다. 이에 대해 조배숙 민주당 의원은 "기생관광을 부활시키자는 소리"라고 비난했다.[10]
- 2015년 4월 9일 경남기업의 회장 성완종이 자살한 후 바지 주머니 속 메모에, 허태열에게 7억원이라고 적힌 메모가 발견됐다. 그리고 성완종이 죽기 전 경향신문과의 인터뷰에서 2007년 서울특별시 강남구 청담동 리베라호텔에서 허태열을 만나 7억원을 서너 차례에 나누어 현금으로 줬다는 말을 했다. 허태열은 이에 "그런 일은 모르고 또 없다"라고 주장했다.[11][12]
- 2019년 유령회사를 설립하여 한남더힐을 매입하는 방법으로 세금을 회피한 것이 'KBS시사기획 창'(337회, 19분 31초)을 통해 밝혀졌다.

## 역대 선거 결과
|  | 34.19% |

|  | 53.22% |

|  | 52.46% |

|  | 64.2% |

## 소속 정당
| 소속 정당 | 소속 정당  | 소속 기간 | 비고           |
| --------- | ---------- | --------- | -------------- |
|           | 민주자유당 | 1991~1995 | 정계 입문      |
|           | 신한국당   | 1995~1997 | 당명 변경      |
|           | 한나라당   | 1997~2012 | 합당           |
|           | 새누리당   | 2012~2013 | 당명 변경      |
|           | 무소속     | 2013      | 탈당           |
|           | 새누리당   | 2013~2017 | 복당 정계 은퇴 |
|           | 자유한국당 | 2017~2020 | 당명 변경      |
|           | 미래통합당 | 2020      | 합당           |
|           | 국민의힘   | 2020~현재 | 당명 변경      |

## 같이 보기
- 북구·강서구 을
- 부산 북구의 국회의원
- 부산 강서구의 국회의원
- 충청북도지사
- 의정부시장
- 부천시장
- 대한민국의 대통령비서실장

## 가족 관계
- 부인 : 서영슬 (1952년 ~ 2019년 11월 25일)
  - 딸 : 허서희, 허상희

## 상훈
- 2007년 12월 《자랑스런 성균인상》
- 1995년 《청조근정훈장》
- 1976년 《녹조근정훈장》